# Hriňová
Hriňová (in tedesco Hrinau; in ungherese Herencsvölgy) è una città della Slovacchia facente parte del distretto di Detva, nella regione di Banská Bystrica.